# İzel Çeliköz

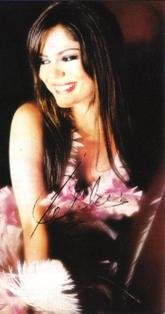
İzel Çeliköz (2009)

İzel Çeliköz oder kurz İzel (* 29. April 1969 in Yalova) ist eine türkische Popsängerin.

## Leben und Karriere
İzel Çeliköz studierte Musik am staatlichen Konservatorium in Istanbul und machte ihren Abschluss auf dem Instrument Kemençe. In dem Musikvideo Fantezi von Seyyal Taner aus dem Jahr 1989 spielt sie dieses Instrument im Hintergrund.
Ein Jahr später ist sie auf dem Debütalbum der ehemaligen türkischen Band Grup Vitamin in einigen Songs im Hintergrund zu hören. In den Jahren 1988 bis 1991 nahm sie jeweils an den türkischen Vorentscheidungen zum Eurovision Song Contest teil. Im Jahr 1991 gewann sie zusammen mit Reyhan Karaca und Can Uğurluer die türkische Vorauswahl zum Eurovision Song Contest und durfte daher beim Concorso Eurovisione della Canzone 1991 in Rom teilnehmen. Mit dem Popsong İki dakika erreichte das Trio den zwölften Platz.
In jenem Jahr wurde Çeliköz Teil der Popgruppe İzel-Çelik-Ercan, mit der sie ihr erstes Album veröffentlichte. 1995 erschien ihr erstes Soloalbum. In ihrer bisherigen Musiklaufbahn machte sie mit zahlreichen Hits wie Hasretim, Geceler Kara, Işıklı Yol oder Belli Mi Olur auf sich aufmerksam.

## Diskografie

### Alben
- 1991: Özledim (mit Çelik & Ercan)
- 1993: İşte Yeniden (mit Ercan)
- 1995: Adak
- 1997: Emanet (u. a. von Mustafa Sandal produziert)
- 1999: Bir Küçük Aşk
- 2001: Bebek
- 2003: Şak
- 2005: Bir Dilek Tut Benim İçin
- 2007: Işıklı Yol
- 2010: Jazz Nağme
- 2012: Aşk En Büyüktür Her Zaman
- 2019: Kendiliğinden Olmalı

### Remix-Alben
- 2000: Bir Küçük Aşk Remix

### Singles
| - 1989: Gel - 1990: Selam Yabancı - 1991: İki Dakika (mit Reyhan Karaca & Can Uğurluer - ESC Beitrag der Türkei) - 1991: Dönmelisin (mit Çelik & Ercan) - 1991: Özledim (mit Çelik & Ercan) - 1991: Ara Ara (mit Çelik & Ercan; Original: Keti Garbi – Kane Kati) - 1991: Bırakma (mit Çelik & Ercan) - 1993: İşte Yeniden (mit Ercan) - 1993: Eller Havaya (mit Ercan) - 1993: Bitmesin Bu Rüya (mit Ercan) - 1993: İmkanı Yok (mit Ercan) - 1995: Hasretim - 1995: Ah Yandım - 1995: Yakışıklım - 1995: Yana Yakıla - 1995: Kırık Düşler - 1997: Eyvallah - 1997: Kızımız Olacaktı - 1999: Yok Yere - 1999: Yelken - 1999: Galibi Sen - 2000: Hayat Pencerenin Dışında - 2001: Töre (mit Çelik) - 2001: Bebek - 2001: Kıyamadım - 2001: Geceler Kara - 2002: Haberin Olmaz - 2003: Kime Zarar - 2003: Şak (Original: Ofra Haza – Im Nin’alu) - 2003: Köle Gibi - 2004: Kendime Yaşayacağım | - 2004: Sevme Kızım Yanarsın - 2005: Bir Dilek Tut Benim İçin - 2005: Sayın Herşeyi Bilen - 2005: Git Burdan - 2006: Aşk Hakları - 2007: Belli Mi Olur - 2007: Işıklı Yol - 2007: Gurur (Hintergrundstimme: Sinan Akçıl) - 2008: Hevesimi Kırma - 2008: Senden Once Senden Sonra (mit Teoman) - 2009: Ne Zaboravi (mit Emina Jahović) - 2010: Yine Yakmış Yar Mektubu - 2010: Gurbet - 2011: Baba Beni Maziye Götür - 2011: Bişey Olmuş (mit Sinan Akçıl) - 2011: Tutun Ellerimden (mit Ümit Sayin) - 2012: Batsın Bu Dünya (als Teil des Chors) - 2012: Drakula - 2012: Düşer O - 2012: Kabahat Seni Sevende - 2015: Zor (mit Soner Arıca) - 2015: Merak Etme (mit Adnan Koç) - 2015: Unutmuşum (mit Volga Tamöz) - 2016: Özledim (mit Gülben Ergen & Ercan Saatçi) - 2018: Teşekkürler Sevgilim (mit Enbe Orkestrası & Sinan Akçıl) - 2019: Bizim Ağaç - 2019: Saçmalık - 2019: Bırakın - 2020: Kararsızım (mit Sinan Akçıl) - 2022: Tek Hece (mit Atakan Çelik) - 2025: Kaç Kere Öldün (Live) (mit Şanışer) |

### Gastauftritte
- 1988: Kim (von Cantekin - Hintergrundstimme)
- 1989: Fora Fora (von Neco - Hintergrundstimme)
- 1989: Fantezi (von Seyyal Taner – im Hintergrund Kemençe spielend)
- 1990: Özgün Müzik (von Grup Vitamin – Hintergrundstimme)
- 1990: Mecbur Kaldım (mit Emrah)
- 1992: Sen Korkma Bebeğim (von UF-ER – im Musikvideo)
- 1994: 8:15 Vapuru (von Yonca Evcimik – im Musikvideo)
- 1994: Sus (von Ufuk Yıldırım – Hintergrundstimme)
- 1996: Gölgede Aynı (von Mustafa Sandal – Hintergrundstimme)
- 1999: Köle Gibi (von Hakan Altun – Hintergrundstimme und im Musikvideo)
- 2002: Usta Bu Hususta/Ölmeye Hazırım (von Arto – Hintergrundstimme)
- 2003: Sevda Nöbeti (von Çelik – Hintergrundstimme)
- 2004: Yıkılıyo (von Ayça – Hintergrundstimme)
- 2004: Boşa Bakıyor (von Zeynep Casalini – Hintergrundstimme)
- 2004: Bilsem (von Emel Müftüoğlu – Hintergrundstimme)
- 2004: Ara (von Emel Müftüoğlu – Hintergrundstimme)
- 2004: Komşu Kızı (von Ümit Davala – Hintergrundstimme)
- 2007: Su (von Ayhan Günyıl – Hintergrundstimme)
- 2007: Dayan (von Mustafa Sandal – Hintergrundstimme)
- 2008: Söyleme (von Tan Taşçı – Hintergrundstimme)